# Johann Joseph Trapp von Ehrenschild
Johann Joseph Trapp von Ehrenschild (* 15. Juli 1800 auf dem Hofgut Niederberg bei Ehrenbreitstein; † 20. Mai 1885 in Wiesbaden) war ein deutscher Jurist und Mitglied der Ersten Kammer Landstände des Herzogtums Nassau. Er befasste sich mit der Pomologie und gehörte 1860 zu den Gründern des Deutschen Pomologen-Vereins.

## Leben
Johann Joseph Trapp von Ehrenschild war ein Sohn des Johann Georg von Trapp (1767–1809) und dessen Ehefrau Anna Maria Sophia von Ehrang.
Nach dem Abitur am Gymnasium Philippinum Weilburg absolvierte er ein Studium der Rechtswissenschaften an der Ruprecht-Karls-Universität Heidelberg und der Georg-August-Universität Göttingen und wurde Akzessist beim Amt Königstein, Amt Wiesbaden, Amt Weilburg und 1829 beim Hof- und Appellationsgericht Dillenburg, wo er ein Jahr später als  Sekretär Anstellung fand.
1832 wurde er Regierungsassessor bei der nassauischen Regierung in Wiesbaden und 1836 Regierungsrat.
Von 1858 bis 1866 war er als Vertreter des Grafen Schönborn-Wiesentheid Mitglied der Ersten Kammer der Landstände des Herzogtums Nassau.
In seinem Wiesbadener Landhaus mit großem Garten beschäftigte er sich mit der Aufzucht besserer Obstsorten und veranstaltete 1847 eine Obstausstellung, die starke Beachtung fand und ihn zum Anbau weiterer Obstsorten anregte.
1854 kategorisierte er den Kloppenheimer Streifling unter dem Namen „Kloppenheimer Matapfel“.
Er war ein angesehener Pomologe und gehörte 1860 zu den Gründern des Deutschen Pomologen-Vereins.
Außerdem war er Mitbegründer des „Verschönerungsverein Wiesbaden“.
Als aktiver Katholik kümmerte er sich um den Ausbau der Türme der Wiesbadener Kirche St. Bonifatius.

## Ehrungen
- 1863 Geheimer Regierungsrat
- 1866 Geheimer Kammerrechnungsrat